# La Unión, Tlatlauquitepec
La Unión är en ort i Mexiko.   Den ligger i kommunen Tlatlauquitepec och delstaten Puebla, i den sydöstra delen av landet, 180 km öster om huvudstaden Mexico City. La Unión ligger 1 732 meter över havet och antalet invånare är 564.
Terrängen runt La Unión är varierad. Runt La Unión är det ganska tätbefolkat, med 199 invånare per kvadratkilometer. Närmaste större samhälle är Teziutlan, 15,9 km sydost om La Unión. I omgivningarna runt La Unión växer huvudsakligen savannskog.